# Wadi al-Arisz
Wadi al-Arisz (arab. وادي العريش, Wādī al-ʿArīš) – ued w północnej części półwyspu Synaj, o długości ok. 250 km. Ued rozpoczyna się w masywie Dżabal al-Adżma, zaś jego ujście do Morza Śródziemnego znajduje się nieopodal miasta Al-Arisz.
W Piśmie Świętym występuje pod nazwami: Szichor (1 Krn 13,5), Rzeka Egipska (Rdz 15,18), Potok Egipski.